# Povinná volební účast

Povinná účast, vymáhaná
Povinná účast, nevymáhaná
Povinná účast, vymáhaná (pouze muži)
Povinná účast, nevymáhaná (pouze muži)
Zrušená povinná účast

Povinná volební účast (anglicky Compulsory voting, německy Wahlpflicht, francouzsky Vote obligatoire) ukládá oprávněným voličům povinnost zúčastnit se voleb. Pokud se volič nezúčastní voleb, může být v některých zemích sankcionován např. finanční pokutou, veřejně prospěšnými pracemi nebo odnětím svobody.

## Státy s povinnou volební účastí

### Nevymáhaná povinná účast
- Belgie
- Švýcarsko (kanton Schaffhausen)[1]
- Bolívie
- Dominikánská republika
- Egypt
- Francie
- Honduras
- Kostarika
- Kypr
- Libanon (pouze muži)
- Mexiko
- Panama
- Řecko
- Paraguay (pouze pro občany mezi 18. a 75. rokem života)
- Thajsko

### Vymáhaná povinná účast
- Argentina
- Austrálie
- Brazílie
- Ekvádor
- Konžská demokratická republika
- Lucembursko
- Nauru
- Peru
- Singapur
- Uruguay
- Schaffhausen – švýcarský kanton

### Dříve v historii, nyní zrušeno
- Československo (1920–1954 de iure, de facto do r. 1989)[2]
- Georgie (1777–1787)
- Nizozemsko (1917–1970)
- Rakousko (od roku 1929, postupně zrušeno v letech 1982 až 2004)
- Španělsko (1907–1923)
- Venezuela (zrušeno roku 1993)
- Chile (zrušeno roku 2011)